# Germil (Penalva do Castelo)
Germil ist eine Gemeinde (Freguesia) im portugiesischen Kreis Penalva do Castelo. In ihr leben 436 Einwohner (Stand 19. April 2021).